# SN 1999G
SN 1999G – supernowa typu Ia odkryta 12 stycznia 1999 roku w galaktyce A111539-0529. W momencie odkrycia miała maksymalną jasność 21,40m.